# Nica sylvestris
Nica sylvestris är en fjärilsart som beskrevs av Bates 1864. Nica sylvestris ingår i släktet Nica och familjen praktfjärilar. Inga underarter finns listade i Catalogue of Life.